# Jarnell Stokes
Jarnell D'Marcus Stokes (Memphis, Tennessee, 7 de enero de 1994) es un exjugador de baloncesto estadounidense que disputó seis temporadas como profesional. Con 2,03 metros de altura, jugaba en la posición de ala-pívot.

## Trayectoria deportiva

### Instituto
Stokes fue clasificado como el jugador número 18 en la clase de 2012 en la lista de ESPNU 100, el jugador número 17 en la lista de Scout.com, y el jugador número 11 en la lista de Rivals.com.
Stokes tenía una larga lista de ofertas de universidades, incluyendo Arkansas, Connecticut, Florida, Kentucky, Memphis y Tennessee, entre otras.

### Universidad
Stokes jugó durante tres temporadas universitarias para los Volunteers de la Universidad de Tennessee, en su primer año fue nombrado en el mejor quinteto de freshman (debutante) de la Southeastern Conference en 2012, en su segundo año, fue nombrado en el segundo mejor quinteto de la Southeastern Conference en 2013, y en su tercer y último año fue nombrado en el mejor quinteto de la Southeastern Conference en 2014. En 87 partidos (84 como titular), promedió 13,0 puntos, 9,6 rebotes y 1,08 tapones con un 53,0% de tiros en 29,7 minutos por partido. Abandono los Volunteers ocupando el cuarto lugar en la historia de la universidad en doble-dobles (40), octavo en rebotes totales (836) y el decimocuarto en tapones (94). También lideró la Southeastern Conference en rebotes ofensivos en el 2013 y 2014.
El 12 de abril de 2014, Stokes anunció que iba a renunciar a su último año en Tennessee y entrar en el Draft de la NBA de 2014.

### Profesional
El 26 de junio de 2014, fue seleccionado en el puesto número 35 de la segunda ronda del Draft de la NBA de 2014 por los Utah Jazz, más tarde, fue traspasado a los Memphis Grizzlies en la noche del draft. El 18 de agosto de 2014, firmó un contrato por varios años con los Grizzlies.
El 10 de noviembre de 2015 es traspasado, junto con Beno Udrih a los Miami Heat, a cambio de Mario Chalmers y James Ennis.
En su segundo año disputó varios encuentros con el equipo filial de la NBA Development League, los Sioux Falls Skyforce. En enero de 2016, fue elegido para disputar el NBA D-League All-Star Game.
El 18 de febrero de 2016, fue traspasado a New Orleans Pelicans, siendo cortado al día siguiente. Y adquirido de nuevo por los Sioux Falls Skyforce el 27 de febrero. Disputó 28 encuentros de temporada regular, promediando 20,6 puntos y 9,3 rebotes por partido, lo que valió para ser nombrado MVP de la liga. Ya en playoffs, ganaron la final (2–1) a Los Angeles D-Fenders, y fue nombrado MVP de la Final, y miembro del Mejor quinteto de la NBA Development League.
El 15 de septiembre de 2016, firma contrato con los Denver Nuggets de la NBA, siendo cortado el 15 de noviembre, tras 2 encuentros.
El 23 de marzo de 2017, fue readquirido por los Sioux Falls Skyforce.
En julio de 2017, se marcha a China a firma por los Zhejiang Golden Bulls de ka Chinese Basketball Association. El 2 de febrero de 2018, fue cortado.
El diciembre de 2018 regresa, por tercera vez, a los Sioux Falls Skyforce.
El 1 de enero de 2019, firma un contrato dual con Memphis Grizzlies, con los que jugó con su afiliado de la G League, los Memphis Hustle.
El 12 de febrero de 2019, regresa a China para firmar con los Xinjiang Flying Tigers de la CBA.

## Selección nacional
Fue parte del combinado juvenil estadounidense que disputó y ganó el Campeonato FIBA Américas Sub-18 de 2012.
Al año siguiente disputó y ganó el oro en el Mundial Sub-19 celebrado en la República Checa.

## Estadísticas de su carrera en la NBA

### Temporada regular
| Año     | Equipo  | PJ | PT | MPP | %TC   | %3P  | %TL  | RPP | APP | ROB | TPP | PPP |
| ------- | ------- | -- | -- | --- | ----- | ---- | ---- | --- | --- | --- | --- | --- |
| 2014-15 | Memphis | 19 | 2  | 6.6 | .568  | .000 | .536 | 1.8 | .2  | .3  | .3  | 3.0 |
| 2015-16 | Memphis | 2  | 0  | 2.0 | -     | -    | -    | 1.0 | .0  | .0  | .0  | .0  |
| 2015-16 | Miami   | 5  | 0  | 2.8 | .600  | .000 | .500 | .4  | .2  | .2  | .0  | 1.4 |
| 2016-17 | Denver  | 2  | 0  | 3.5 | 1.000 | .000 | .500 | 1.0 | 1.0 | .5  | .0  | 1.5 |
| Total   | Total   | 28 | 2  | 5.4 | .581  | .000 | .531 | 1.4 | .3  | .3  | .2  | 2.4 |